# Pintér Tibor (költő, 1960)
Pintér Tibor (Szeged, 1960. június 4. –) magyar költő, író és esszéíró.

## Élete és munkássága
Édesapját korán elvesztette. E veszteség mély nyomot hagyott az ő életében. Érettségi után több irányban is képezte magát, a Hittudományi Főiskolán szerzett diplomát, majd könyvtáros szakmai vonalon és a mentálhigiéné területén is kurzusokat látogatott, több diplomát mondhat magáénak. Dolgozott a Móra Ferenc Múzeumban, könyvkereskedésben, s majdnem két évtizeden keresztül a Szegedi Tudományegyetem Egyetemi Könyvtárában, jelenleg pártfogó felügyelőként tevékenykedik.
Mindig felelősségteljes kenyérkereső munka mellett, mintegy kereten kívül áldozott és áldoz a Múzsáknak, a vers- novella- és esszéírásnak, s kedvenc sportjának, a búvárkodásnak, mely nála a természet szeretetével és tiszteletével párosul. A természetnél jobban már csak az embereket szereti, mindenkit a maga egyediségében. A kenyérkereső munkákon kívül volt a gyermekek szeretett hitoktatója, végzett  és végez börtön pasztorációs tevékenységet, pszichológiai tanácsadást egyetemistáknak, sokáig volt a szegedi Manta Búvár Klub elnöke, jelenleg búvároktatója.
Már fiatalon is nagyon érett gondolatai voltak, amelyeket versekben, elbeszélésekben és esszékben tudott legjobban kifejezni. Napilapokban, folyóiratokban, s évről évre a Szegedtől Szegedig antológiában jelennek meg versei, novellái. A komoly, felelősségteljes, humoros és  optimista látásmód műveire éppen úgy jellemző, mint emberi egyéniségére.
Motívumait a bibliából, az ókori klasszikusokból, a tengerből, s mindennapjainkból meríti.

## Kötetei nyomtatásban

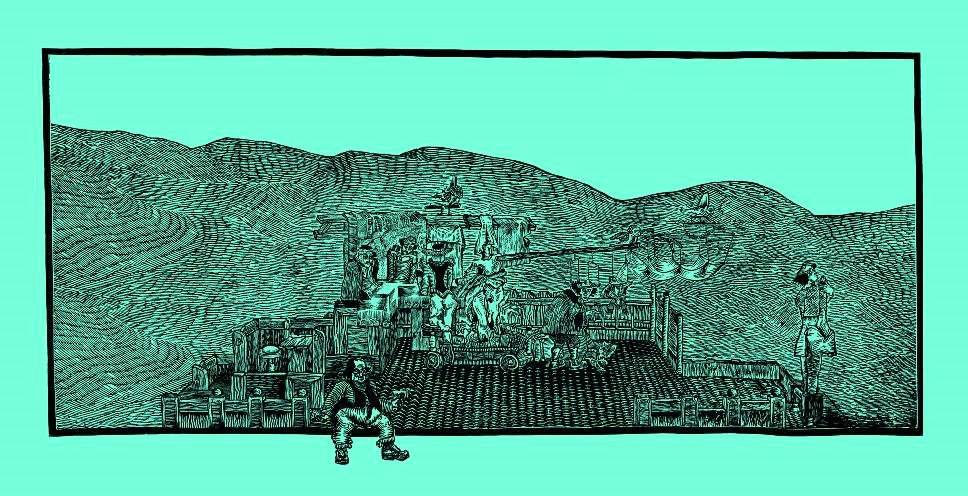
Pintér Tibor költő és Szekeres Ferenc grafikusművész közös kötetében Szekeres: Kereten kívül (részlet) című grafikája

- Rácsok mögött : Petrus Celeen verseinek műfordításai (1992)[1]
- Szegletkő : esszék, publicisztikák (1996)[2]
- Aranyhal öböl : novellák (1996)[3]
- Ígéret földje : versek  Szekeres Ferenc grafikáival (1999)[4]
- Kereten kívül (Borító, kötetterv Szőnyi Etelka). Szeged : JATEPress, 2011. 152 p.[5]
- Tiszától a Tengerig (részlet). Szegedtől Szegedig : antológia. Szeged : Bába Kiadó, 2012. 125-144. p. További részletek 2014-ben a Szeged folyóiratban.

## Gyűjteményes kötetekben
- Átjáró : barátunknak Petrus Kornelius Jakobsennek : elbeszélések (1991)[6]
- Szegedtől Szegedig : antológia (2005, (2006), 2007, (2008)[7]
- Endrédi Lajos–Pintér Tibor–Veprik Róbert: Zöld járőrként a mindennapokban; Szegedi Vadaspark, Szeged, 2010
- Endrédi Lajos–Pintér Tibor–Veprik Róbert: Zöld járőrként a mindennapokban; 2. jav., aktualizált kiad.; Szegedi Vadaspark, Szeged, 2014

## Legutóbbi írása
- Kereten kívül (részletek) (2008)[8]

## Tudományos ismeretterjesztés
- Mentálhigiéné – krízis, krízisintervenció – tanácsadás. (2004)[9]

## Társasági tagság
- Szegedi Írók Társasága
- Szegedi Szilánkok
- Manta Búvár Klub[10]

## Külső hivatkozások
- Pintér Tiborral a szivarozó Jézusról, interjú, Délmagyarország, napilap, Szeged, 2011. október 1. Archiválva 2011. október 2-i dátummal a Wayback Machine-ben
- Szegedi Szilánkok XIII. felolvasói és zenei estjének képei, 2008. december 4.[halott link]
- Szegedi Szilánkok XI. felolvasói estjének képei, 2008. szeptember 30.[halott link]
- Digitális projektek Archiválva 2008. március 11-i dátummal a Wayback Machine-ben
- Manta Búvár Klub Archiválva 2007. december 29-i dátummal a Wayback Machine-ben
- Pintér Tibor:Aranyhalöböl, tartalomjegyzék